# Desperate Youth, Blood Thirsty Babes
Desperate Youth, Blood Thirsty Babes är ett musikalbum av den alternativa musikgruppen TV on the Radio som gavs ut 2004 av skivbolaget 4AD. Albumet är gruppens officiella debutalbum, även om de 2002 helt på egen hand gav ut ett album med demoinspelningar kallat OK Calculator. Låten "Staring at the Sun" var gruppens officiella singeldebut. Albumet fick ett mestadels gott mottagande, men blev ingen större försäljningsframgång. Skivan finns med i boken 1001 album du måste höra innan du dör.

## Låtlista
1. "The Wrong Way" – 4:38
2. "Staring at the Sun" – 3:27
3. "Dreams" – 5:09
4. "King Eternal" – 4:28
5. "Ambulance" – 4:55
6. "Poppy" – 6:07
7. "Don't Love You" – 5:31
8. "Bomb Yourself" – 5:32
9. "Wear You Out" – 7:22

## Listplaceringar
- Frankrike: #190[2]